# Distretto di Reşadiye
Il distretto di Reşadiye (in turco Reşadiye ilçesi) è uno dei distretti della provincia di Tokat, in Turchia.